# Punakha

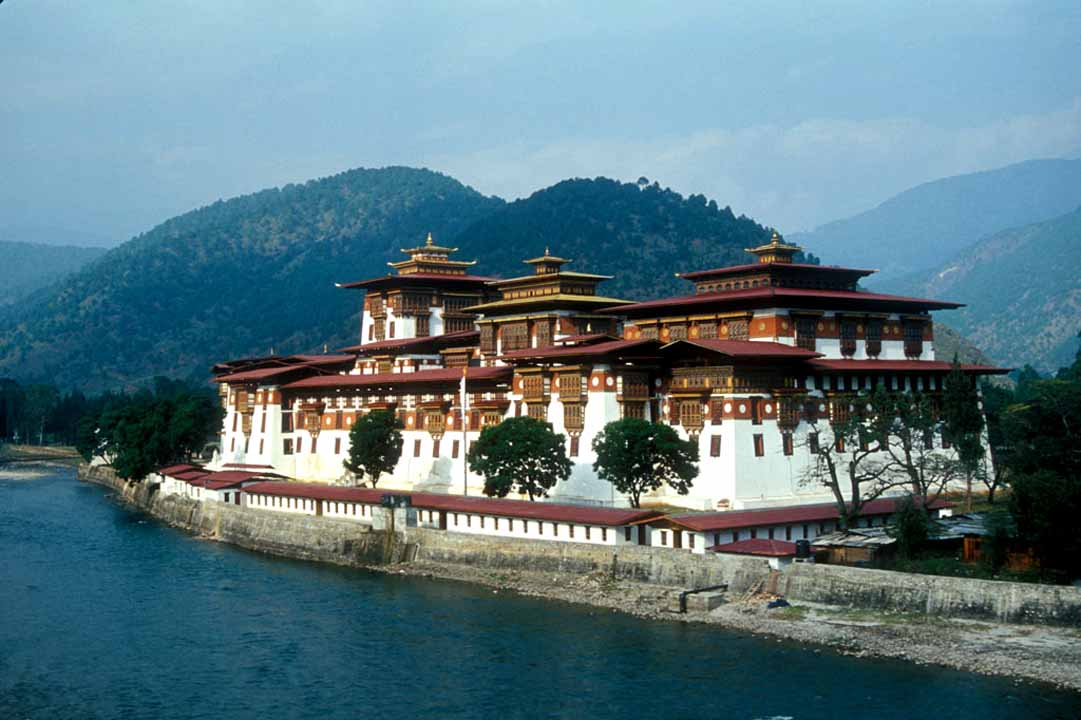
Punakhas dzong.

Punakha, eller Khuru, är en liten stad i Bhutan och är den administrativa huvudorten för distriktet Punakha. Staden har 2 292 invånare (2005).